# Bildblock
Als Bildblock wird in der Luftbildmessung eine sich überdeckende Folge von Luft- oder Satellitenbildern bezeichnet, die zu einem etwa rechteckigen Verband zusammengestellt werden. Die einzelnen Aufnahmen werden durch einen sogenannten Bildflug mäander- oder streifenförmig erzeugt bzw. durch geeignete Bildstreifen von Satellitenbahnen aus.

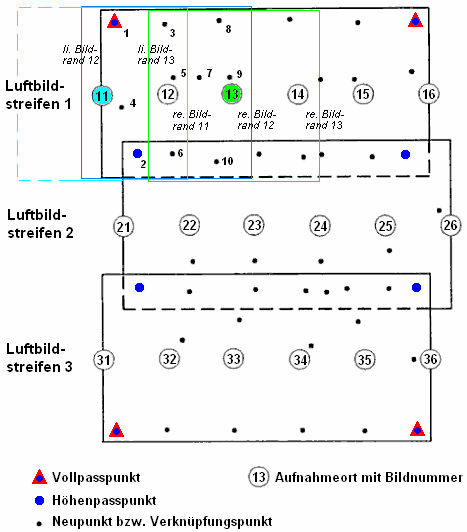
Bildverband für eine Blockausgleichung. Drei Reihen von Luftbildern mit etwa 60 % Längs- und 25 % Querüberdeckung werden durch Passpunkte rechnerisch zu einem Bildblock zusammengefügt.

Bildblöcke sind eine Erweiterung der Stereo-Bildpaare, wie man sie früher aufgenommen hat. Die entsprechende Auswertetechnik heißt Bündelblockausgleichung. Dabei werden idente Bildpunkte in benachbarten Bildern ausgewählt (manuell oder automatisch) und die von der Kamera zu ihnen weisenden Kernstrahlen auf der Erdoberfläche zum Schnitt gebracht. Mit einer gewissen Anzahl von Passpunkten an den Blockrändern lassen sich die Bilder zu digitalen Geländemodellen oder topografischen Karten verarbeiten.